# Bayat
Els Bayat són una tribu dels seljúcides.
Van participar en la conquesta seljúcida de l'Àsia Menor i es van establir a diversos llocs. Alguns poblets a Anatòlia portaren el nom de Bayat però molt pocs s'han mantingut fins a l'època moderna. Grups de bayats es van repartir també cap a Síria del nord i cap a l'Iran.